# Gladys Lehman
Gladys Lehman (* 24. Januar 1892 in Gates, Oregon; † 7. April 1993 in Newport Beach, Kalifornien; gebürtige Gladys Collins) war eine US-amerikanische Drehbuchautorin.

## Leben
Gladys Lehman begann 1926 ihre Laufbahn als Drehbuchautorin bei Universal Studios. 1929 wechselte sie zu Columbia Pictures, kehrte jedoch ein Jahr darauf zu Universal zurück. 1934 schrieb sie zusammen mit Maxwell Anderson im Auftrag von Paramount Pictures das Drehbuch für den Film Die schwarze Majestät (Death Takes a Holiday), basierend auf dem Bühnenstück La Morte in vacanza von Alberto Casella. 1998 entstand – inspiriert durch dieses Drehbuch – das Remake Rendezvous mit Joe Black (Meet Joe Black) mit Brad Pitt als Gevatter Tod.
1945 erhielt Lehman zusammen mit Richard Connell eine Oscar-Nominierung in der Kategorie Bestes Originaldrehbuch für das Skript zum Film Mein Schatz ist ein Matrose (Two Girls and a Sailor).
Gladys Lehman gehörte zudem zu den Gründern der Screenwriters Guild, einer Vereinigung von Drehbuchautoren, aus der später die Writers Guild of America hervorging. In den 1950er Jahren zog sie sich ins Privatleben zurück. Mit ihrem Mann Benjamin H. Lehman Jr. hatte sie ein Kind. Sie starb 1993 im Alter von 101 Jahren in Newport Beach, Kalifornien.

## Filmografie (Auswahl)
- 1931: Meine Kinder – mein Glück (Seed)
- 1934: Die schwarze Majestät (Death Takes a Holiday)
- 1934: Die Glückspuppe (Little Miss Marker)
- 1934: Madame befiehlt! (Enter Madame)
- 1936: Die Botschaft an Garcia (A Message to Garcia)
- 1936: Poor Little Rich Girl
- 1937: Das Sklavenschiff (Slave Ship)
- 1938: There’s Always a Woman
- 1939: There’s That Woman Again
- 1939: Blondie Brings Up Baby
- 1943: Bühne frei für Lily Mars (Presenting Lily Mars)
- 1944: Mein Schatz ist ein Matrose (Two Girls and a Sailor)
- 1945: Flitterwochen zu dritt (Thrill of a Romance)
- 1947: Bezaubernde Lippen (This Time for Keeps)
- 1948: Liebe an Bord (Luxury Liner)
- 1951: Golden Girl

## Auszeichnungen
- 1945: Oscar-Nominierung in der Kategorie Bestes Originaldrehbuch für Mein Schatz ist ein Matrose zusammen mit Richard Connell